# Рен, Элизабет
Мэрта Элизабет Рен (фин. Märta Elisabeth Rehn, род. 6 апреля 1935[…], Хельсинки) — финский политический и государственный деятель. Член Шведской народной партии. Министр обороны Финляндии (1990—1995), первая женщина на этой должности в мире. Министр социального обеспечения и здравоохранения, ответственный за гендерное равенство (1991—1995). Депутат эдускунты (1979—1995), депутат Европейского парламента (1995—1996), член европейской партии Альянс либералов и демократов за Европу. Кандидат в президенты на выборах 1994 и 2000 годов.

## Биография
Родилась 6 апреля 1935 года в Хельсинки в семье муниципального врача.
В 1957 году окончила шведскую Высшую школу экономики Hanken, где получила степень бакалавра экономики и делового администрирования.
Во время учёбы вышла замуж за однокурсника и родила дочь. После окончания учёбы стала домохозяйкой.
В 1960 года — офис-менеджер в семейном бизнесе. Также преподавала профессиональную ориентацию в школе в Кауниайнене, была продавцом потребительских товаров компании Tupperware, устраивала вечеринки.
Политическую карьеру начала в городском совете Кауниайнена. По результатам парламентских выборов 1979 года впервые избрана депутатом эдускунты в избирательном округе Уусимаа. Рен возглавляла парламентский комитет по правовым вопросам и парламентскую группу Шведской народной партии. В ноябре 1994 года назначена эдускунтой депутатом Европейского парламента до выборов в Европейский парламент в Финляндии 1996 года, была членом партийной группы Альянса либералов и демократов за Европу.
Получила портфель министра обороны в правительстве Харри Холкери в 1990 году в результате кадровых перестановок в Шведской народной партии, став первой женщиной в мире, занимающей эту должность на постоянной основе. Сохранила пост в следующем правительстве Эско Ахо. Ключевым проектом Рен стал контракт на приобретение самолётов F/A-18 Hornet для военно-воздушных сил Финляндии. В интервью канцелярии премьер-министра 1 марта 2017 года о начальных этапах своей роли министра обороны Элизабет Рен заявила:
Меня спас старый пехотный генерал Адольф Эрнрут, который сказал генералам: «Давайте дадим девушке шанс, тогда мы сможем её осудить.
Рен запустила процесс, который в конечном итоге привел к тому, что в 1995 году женщины в Финляндии получили возможность проходить военную службу в добровольном порядке. В 1995 году женщины подали 795 заявок, отбор прошли только 25. В ходе весеннего призыва 2018 года женщины подали 1516 заявок на прохождение военной службы, в 2019 году — более 1,2 тыс. С 1995 года военную подготовку в сухопутных силах Финляндии прошли более 8,6 тыс. женщин-добровольцев. 60-70 % женщин проходят офицерскую подготовку.
В правительстве Эско Ахо, сформированном после парламентских выборов 1991 года помимо должности министра обороны возглавляла министерство социального обеспечения и здравоохранения и была ответственной за гендерное равенство. В качестве министра по вопросам равноправия она ввела в действие так называемый закон о квотах, обеспечивающий равное представительство полов в общественных комитетах и рабочих группах.
В 1992 году стала вторым финским политиком, который посетил татарскую диаспору Финляндии.

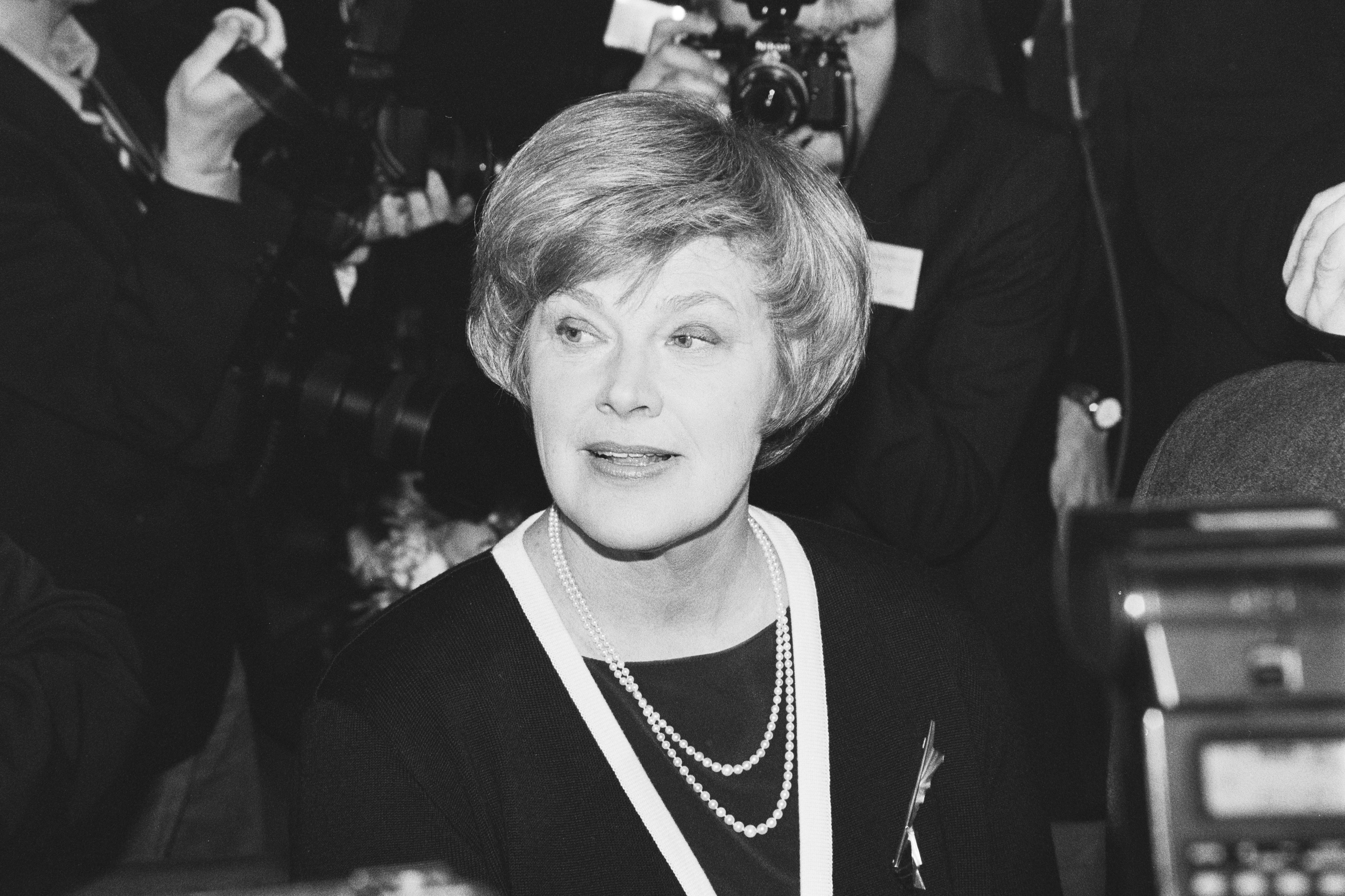
Элизабет Рен в 1994 году

По результатам первого тура президентских выборов 1994 года набрала 22 % голосов, заняла второе место. Накануне второго тура большая часть голосов сторонников Раймо Иласкиви и Пааво Вяюрюнена по идеологическим причинам отошла к Элизабет Рен. Согласно опросам общественного мнения, пользовалась поддержкой большинства избирателей, как финнов, так и финских шведов, но потеряла преимущество. Во втором туре получила 46,1 % голосов и проиграла Мартти Ахтисаари. Несмотря на то, что в конце концов Рен не была избрана, считается, что она расчистила путь Тарье Халонен, победившей на президентских выборах 2000 года. В первом туре президентских выборов 2000 года Рен набрала 7,9 % голосов и не прошла во второй тур.
Рен возглавляла Совет директоров Финского комитета ЮНИСЕФ с 1987 по 1993 год, была кандидатом на должность исполнительного директора ЮНИСЕФ в 1994 году, но заняла второе место. В следующем году Генеральный секретарь ООН Кофи Аннан пригласил её стать наблюдателем по правам человека в регионе бывшей Югославии. В 1998 году Рен стала заместителем Генерального секретаря ООН и Специальным представителем Генерального секретаря в Боснии и Герцеговине.
В начале 2000-х годов Рен активно работала в Женском банке и Женском фонде развития ООН (ЮНИФЕМ). Рен также занимала многочисленные руководящие должности в таких организациях, как Финский Красный Крест, WWF Finland и Women’s National Emergency Preparedness Association.
В 2012 году начала вести своё шоу (Elisabeth kohtaa) на телеканале Yle Fem, в которой брала интервью. Среди гостей были бывший Генеральный секретарь ООН Кофи Аннан, бывший президент Либерии и лауреат Нобелевской премии мира Элен Джонсон-Серлиф, бывший президент Сербии Борис Тадич, Ким Хан Соль, внук бывшего лидера КНДР Ким Чен Ира и племянник Ким Чен Ына.

## Личная жизнь
В 1955 году во время учёбы вышла замуж за своего однокурсника, экономиста и футбольного функционера Уве Харальда Рена (1955—2004). В 1956 году родила Веронику Рен-Киви, архитектора и политического деятеля, которая с 2016 года является депутатом эдускунты от Шведской народной партии, Йоакима (1958), Шарлотту (1959) и Йохана (1962).